# 189

## Esdeveniments
- Roma: Víctor I és escollit per succeir Eleuteri I com a papa.[1]

## Naixements
- 27 de maig - Milà (Itàlia): Publi Septimi Geta, emperador romà. (m. 212)

## Necrològiques
- Roma: Sant Eleuteri I, papa.
- Esmirna (Àsia Menor): Publi Eli Aristides, retòric grec.